# Henri Crolla
Enrico Crolla, noto come Henri Crolla (Napoli, 26 febbraio 1920 – Suresnes, 17 ottobre 1960), è stato un chitarrista italiano naturalizzato francese di musica jazz, del XX secolo.

## Biografia
Figlio di musicisti itineranti originari di Napoli amici di Nino Rota, Crolla arrivò a Parigi nel 1923: a due anni aveva lasciato la città natale insieme ai genitori, che volevano sfuggire al fascismo, approdando in uno dei quartieri più poveri della capitale francese, Porte de Choisy, soprannominata La Zone e in cui si raccoglievano tutti gli immigrati italiani.
Avviato al mandolino dalla madre, a 8 anni già suonava il banjo davanti ai caffè parigini. Tredicenne, conosce Jacques Prévert e il regista Paul Grimault, che lo avvicinano al jazz e lo presentano a maestri come
Django Reinhardt, Coleman Hawkins, Benny Carter, Bill Coleman, Gus Viseur, con i quali inizia a esibirsi nei locali della capitale.
Crolla non studiò mai la musica, ma divenne ugualmente un compositore di vaglia. 
Lavorò con interpreti come Édith Piaf e Yves Montand (per il quale scrisse e compose diciassette brani e che seguì in vari tour in giro per il mondo), fondò un gruppo a proprio nome (Henri Crolla, sa Guitare et son Ensemble) e fu autore di oltre quaranta soundtrack per i cortometraggi di Georges Franju, Alain Jessua e altri, oltre che e per film con Jeanne Moreau, Brigitte Bardot e Jean Gabin.
Si cimentò anche come attore in due film: in uno di essi, Le bonheur est pour demain, interpretò se stesso.
I francesi lo definivano un meraviglioso italiano e di lui conservano ricordi stupefacenti perché  aveva lasciato un segno indelebile negli ambienti più colti della capitale; per molti fu anche un maestro di vita.
Morì a soli 40 anni non facendo in tempo a raggiungere una fama internazionale.
L'opera di Crolla è tuttora ricordata e apprezzata a Parigi come in tutta la Francia, dove viene tutt'oggi considerato un genio musicale e ricordato come un artista dalla straordinaria umanità.
Minore la notorietà che questo artista ha raggiunto in Italia, sua patria natale.
Nel 2003 Nino Bizzarri ha realizzato un documentario dal titolo "Piccolo Sole - Via e morte di Henri Crolla" con l'intento di far conoscere l'arte e l'umanità del musicista anche in Italia. Il documentario vinse il Festival di Asolo e fu finalista al Premio David di Donatello

## Discografia
Biografia e discografia essenziale su Django Station Archiviato il 25 luglio 2011 in Internet Archive. (in lingua francese)